# José Zamora (ilustrador)
José Zamora Vaxeras (Madrid, 1 de junio de 1892 - Sitges, 4 de diciembre de 1971) fue un pintor, dibujante, figurinista, diseñador de moda y escritor español de la Edad de Plata, fue conocido artísticamente como José de Zamora o Pepito Zamora.

## Biografía
Alumno de Eduardo Chicharro, se situó como pintor entre el modernismo y la vanguardia junto a su colega y amigo el escritor del decadentismo Antonio de Hoyos y Vinent. Cultivó todos los aspectos del diseño gráfico de la época, la pintura al óleo y la acuarela de forma esporádica; compuso también alguna novela y, según Carmen Bravo Villasante, podría ser también el autor literario de algunos de los cuentos que ilustró para la Editorial Calleja; pero su auténtica profesión oscilaba entre la de modisto y diseñador de moda: se hicieron famosos sus figurines de damas refinadamente vestidas. Sus primeros trabajos datan de 1910 (para Nuevo Mundo y La Esfera), pero poco después marchó a París, donde trabajó como diseñador unos meses en el taller del principal modista de la belle époque y creador del concepto de alta costura Paul Poiret, donde se vestían princesas, cantantes, mujeres de mundo, grandes actrices, cocottes de lujo... Allí Zamora conoció a otro diseñador debutante, Erté, hoy un clásico del figurinismo, quien recordó emocionado al español en sus memorias Things I remember (1975). Regresó a España al estallar la I Guerra Mundial en 1914 y continuó haciendo diseños; en 1918, en San Sebastián, Serguéi Diáguilev y Anna Pávlova le encargaron figurines para sus ballets. Ya en 1918 abrió su primera casa de modas en Madrid, en la calle Núñez de Balboa, con modelos francesas que atrajeron a damas y actrices elegantes, desde Catalina Bárcena y Gloria Laguna hasta la sofisticada marquesa del Dragón de San Miguel, siempre acompañada de Antonio de Hoyos y Vinent. Desde 1921 hasta julio de 1922 llevó en la revista Nuevo Mundo una sección de moda bajo el título "La Gaceta del Buen Tono". En París cuenta Francisco Nieva que diseñó vestuario de revista en su nueva tienda abierta en la rive gauche:
Había sido figurinista del Casino de París muchísimos años. Se le podía comparar con Erté, y sus figurines de revista eran -son- como el plástico resumen de una época folle. Están francamente bien. Son un documento inapreciable, por su sentido del glamour disparatado y humorista. Cuando yo llegué a la capital francesa, por todas partes se veían carteles del Casino de París firmados por Zamora.
En efecto, la fantasía (personajes animalizados, efigies engoladas, figurines de comedia dell'arte...) domina en sus ilustraciones, donde recrea a la mujer, en palabras de Alberto Urdiales, a quien seguimos principalmente, "a la manera narcisista del Art decó". El novelista del decadentismo José Francés describe así una exposición de  esmaltes de José Zamora en el Madrid de 1921:
Nenas burguesas, cocotitas de segunda mano, détraquées de novela decadente traducida, se encargan trajes calcados sobre las fantasías perlinas de Zamora. Los jovencitos copian las actitudes afectadas, los peinados y el entallamiento de sus personajitos de episodio mundano. E incluso las hembras de tablado, las camareras de café prostibulario, los majos que hieden a botería o a sebo de carro de carne, que 'se creen ellos eso' de ser malsanos y castizos porque Zamora les da un aire muy Merimée o muy Gautier, a sabiendas de que les falsifica.
Participó en la tertulia de Ramón Gómez de la Serna en el madrileño café de Pombo y en su libro La sagrada cripta de Pombo aparece retratado. Ilustró Vida Socialista (1911-1912), pintó figurines para La Esfera (1915) y también decoró en Crónica (1930) y en El Gato Negro. Como escritor, se le publicaron artículos en revistas de la vanguardia ultraísta como Cosmópolis y Tableros. Con Tono y Tomás Pellicer escribió en colaboración Sueños de opio, comedia estrenada en 1919 en el Petit Casino de Madrid. También hizo el decorado y los trajes de la pantomima de Tomás Borrás El sapo enamorado (Madrid: Rivadeneyra, 1916) y de Ramón Goy de Silva, La corte del cuervo blanco: fábula escénica en cuatro actos con "Ligeras confesiones" del autor (Madrid: R. Velasco, 1914). Fue el director artístico de la revista Perfiles. Residió bastantes años París, donde trató a eminentes modistos, del renombre, por ejemplo, de Coco Chanel. La ocupación nazi de Francia en 1941 le hizo volver a Madrid y poco después se instalará en Sitges en 1948, cuya vida alternará con la madrileña y en los años cincuenta volverá a trabajar para la escena. Por entonces César González Ruano volvió a hablar de él: "Sigue jugando al joven frívolo a sus años. Hace falta para esto ser, de verdad, muy poco frívolo". Y así escribió con ironía en 1970 en unos folios para el catálogo de la que iba a ser su última exposición, que no llegó ya a a ver: "Creo firmemente que Pirri, El Cordobés, Manolo Escobar y Alfonso Paso son las personalidades que nos merecemos". José Zamora influyó fuertemente en el arte gráfico simultáneo y posterior, por ejemplo en Antonio Juez Nieto, en Julio Antonio y en Víctor Cortezo.
En 2022 una exposición y una ruta guiada recuperan su figura artística en la localidad de Sitges, en el 50 aniversario de su fallecimiento.

## Obras
- Princesas de aquelarre. Madrid: La novela de bolsillo, 1915. Reimpreso con prólogo de Luis Antonio de Villena con los relatos "Los cabritos", "Farsa" y “La señora que dio a luz un Citroën” en Princesas de aquelarre y otros relatos eróticos, Renacimiento, 2012.
- Farsa. Madrid: Atlántida, 1926. Ilustraciones del autor.
- El collar de Jessica Rockson. México: Universo, 1980.

## Galería

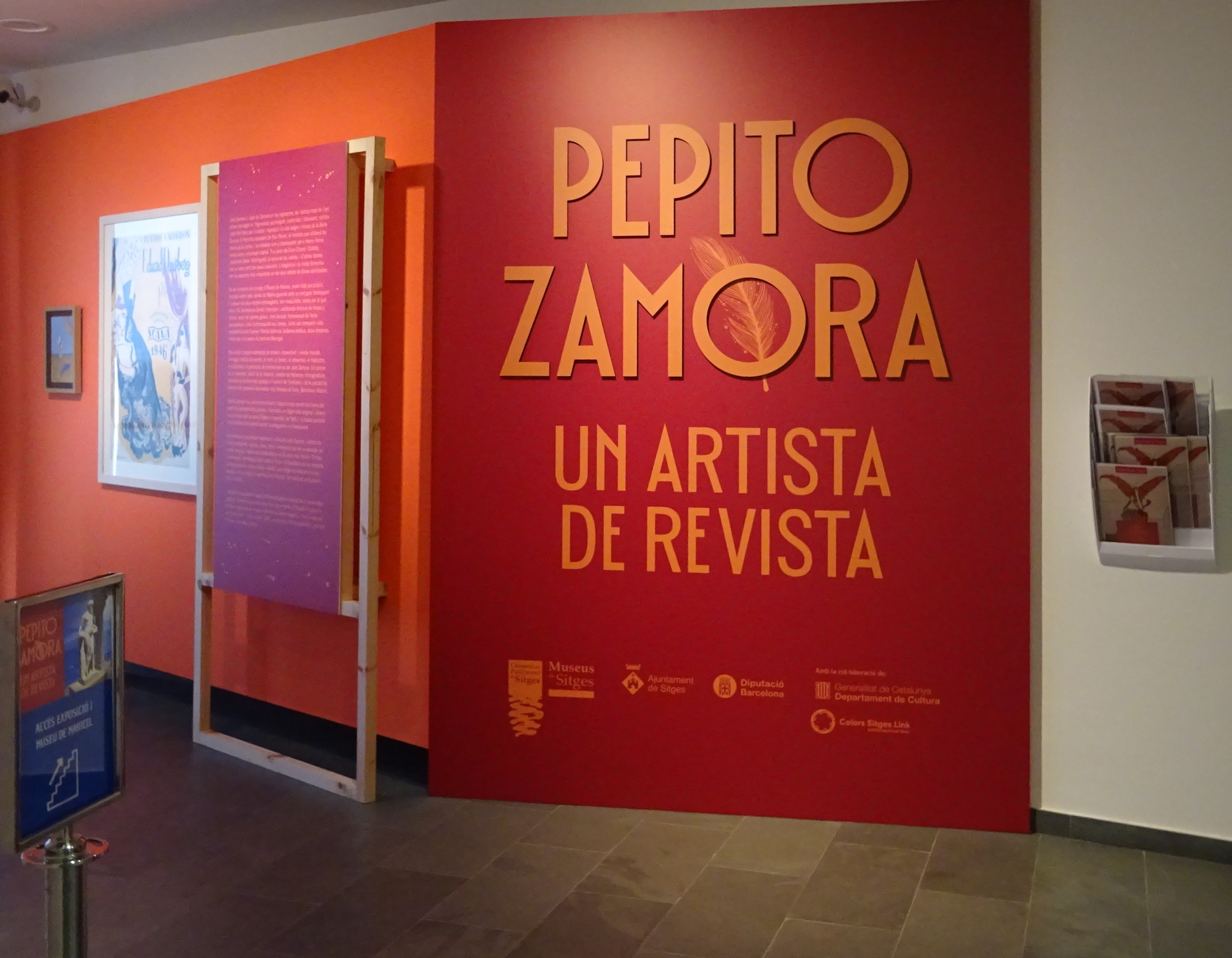
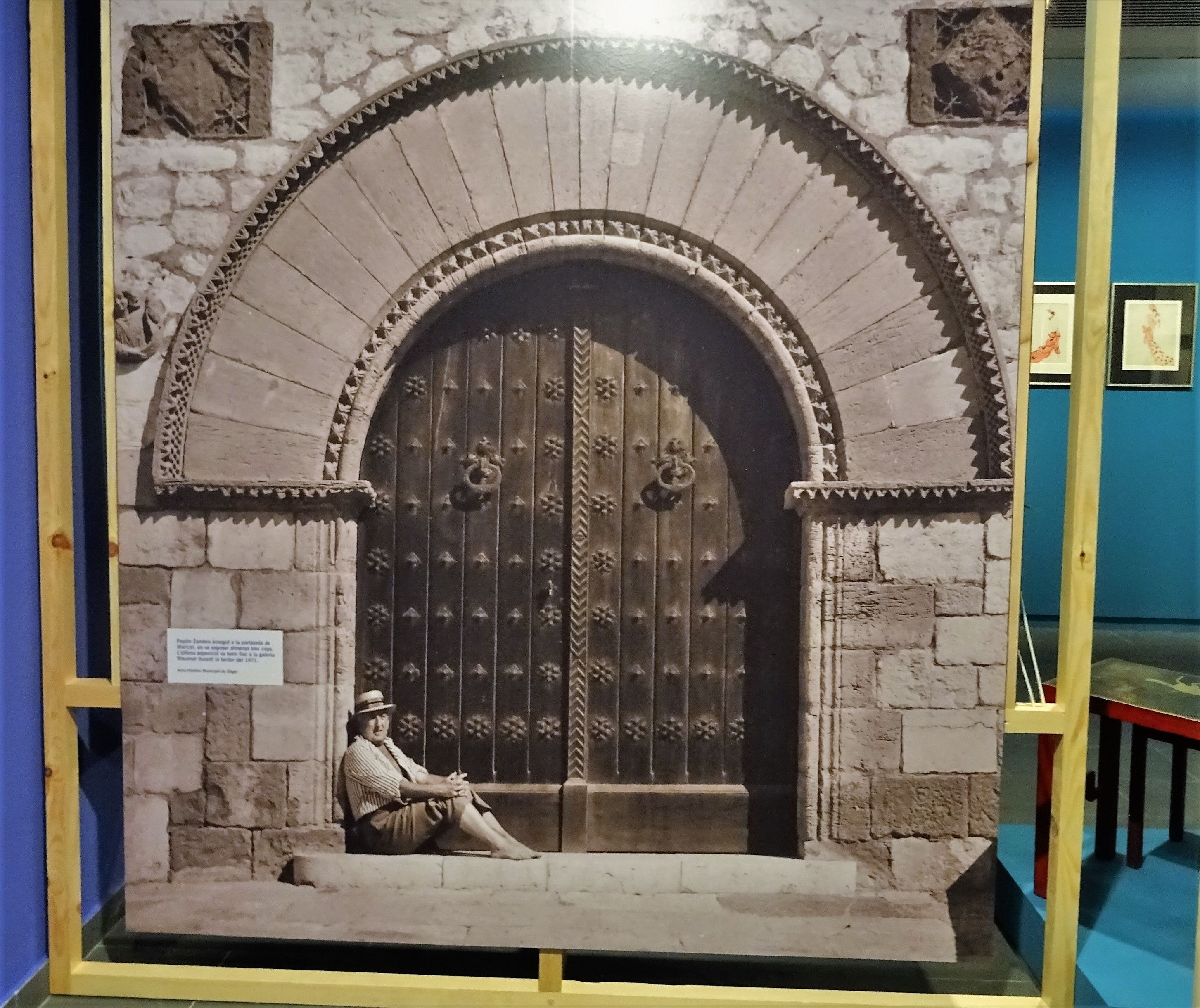
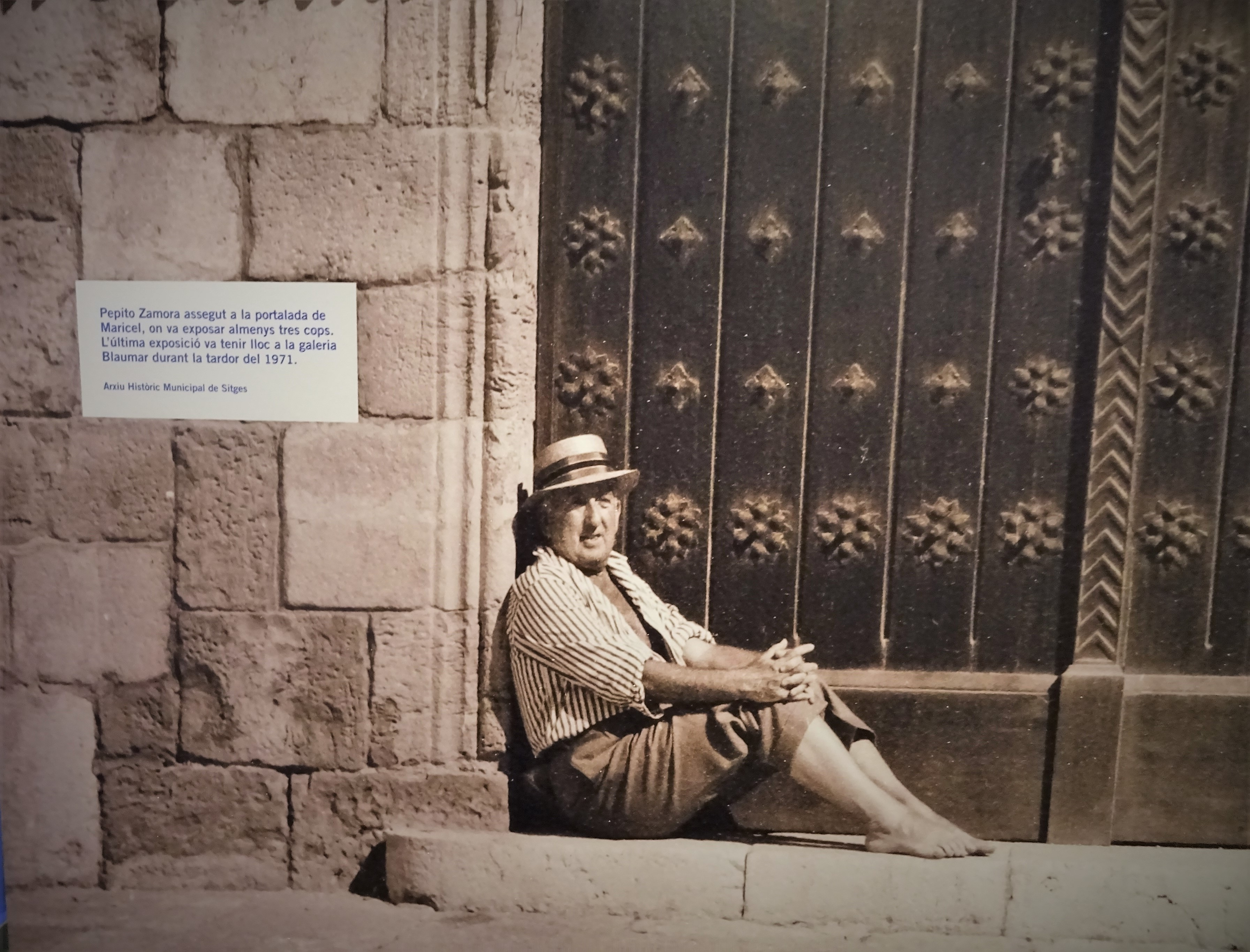
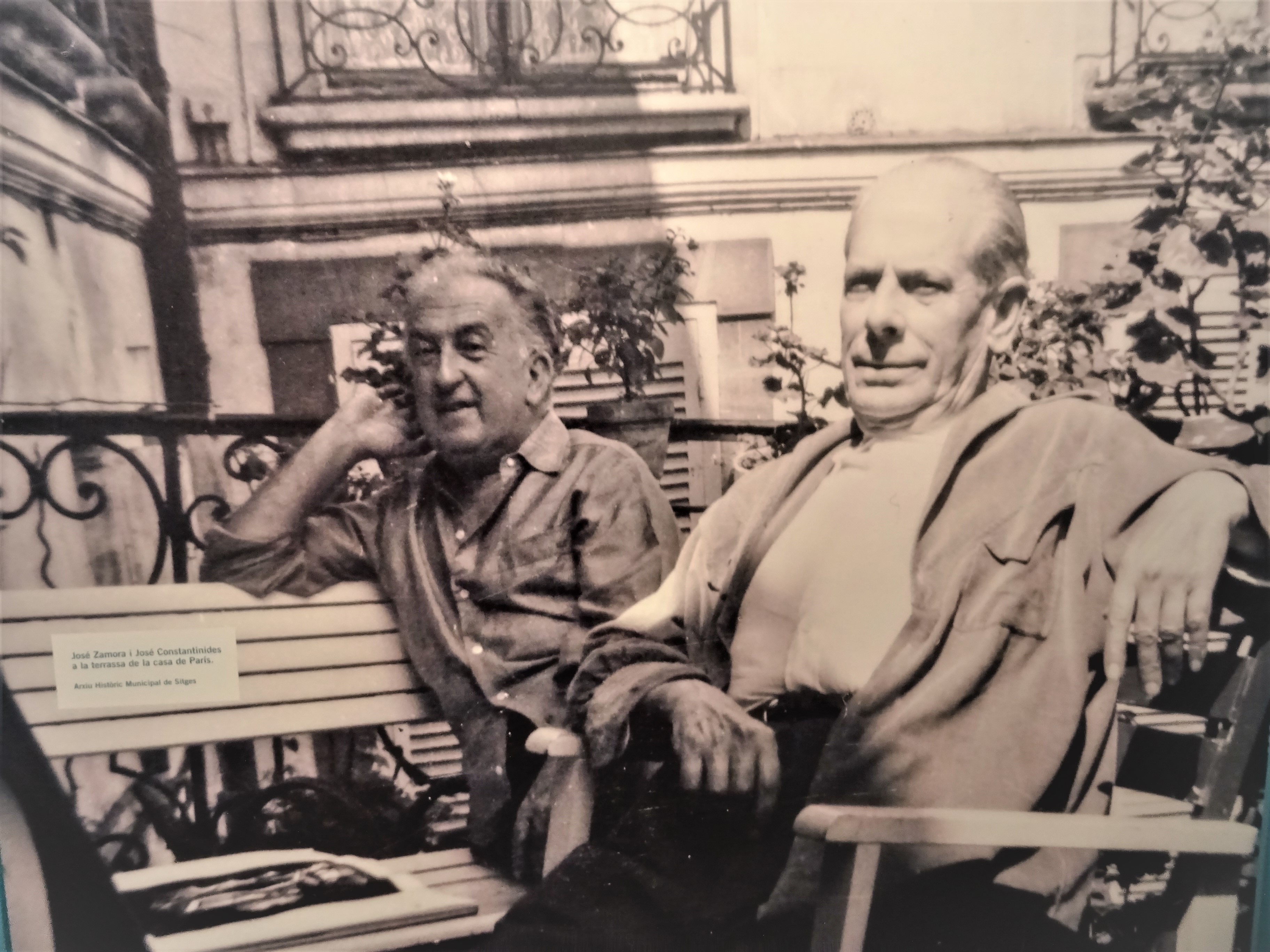